# Frontons a Àsia

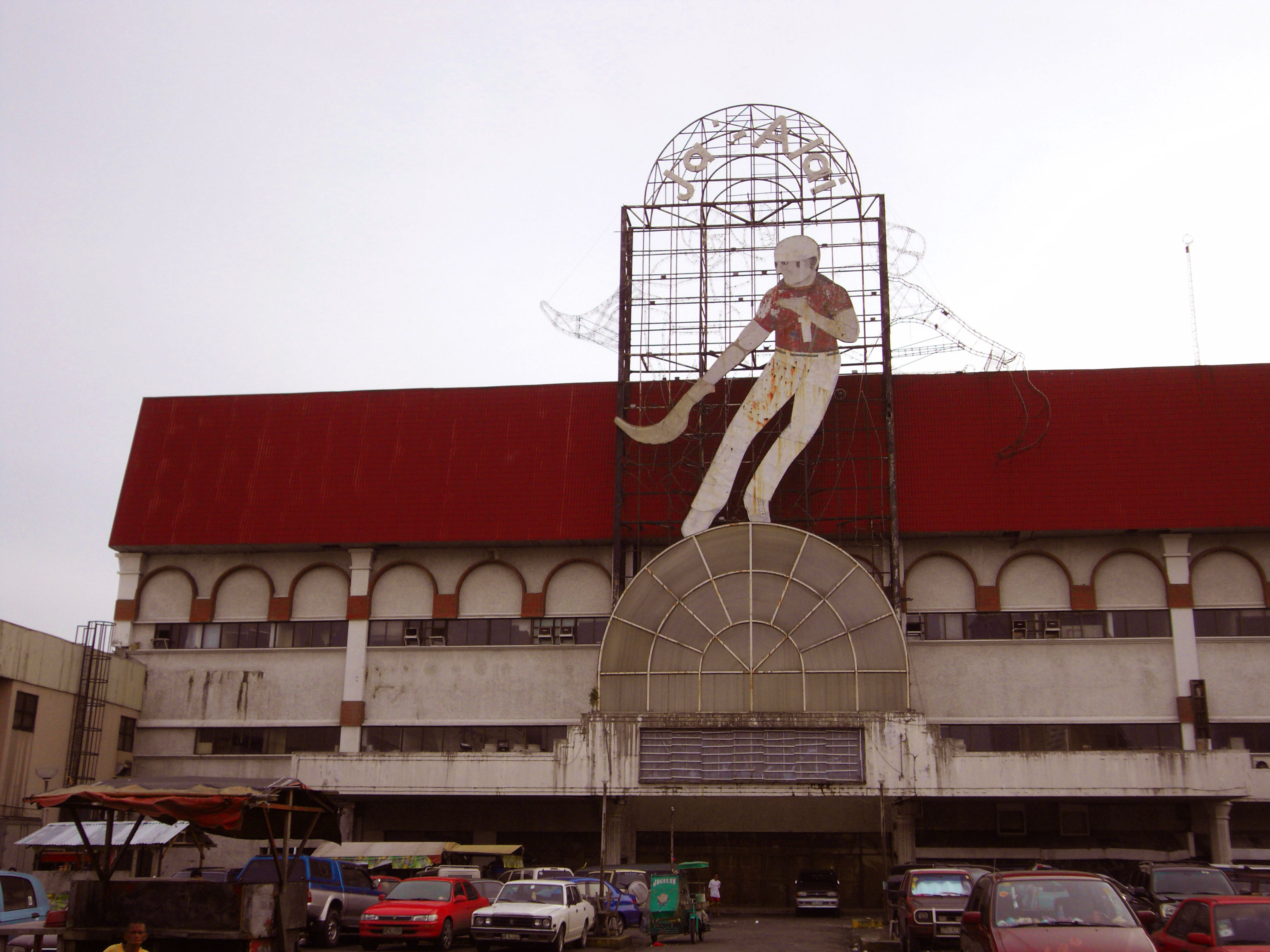
Manila, 2009

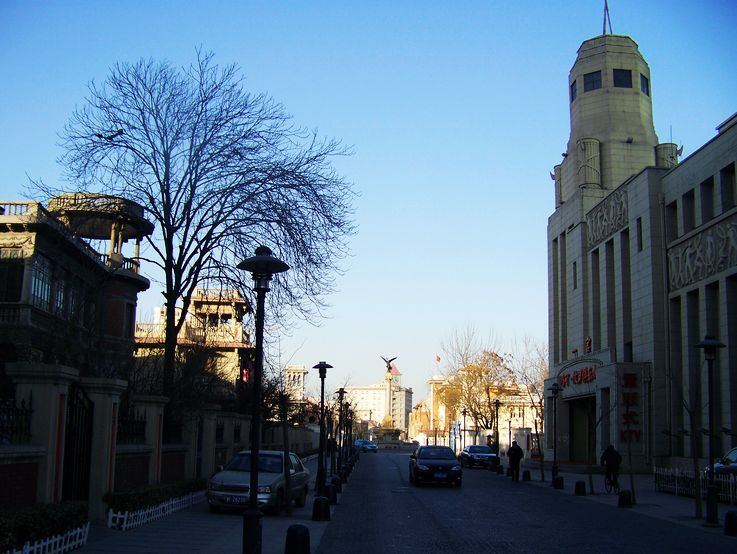
Tientsin, 2010

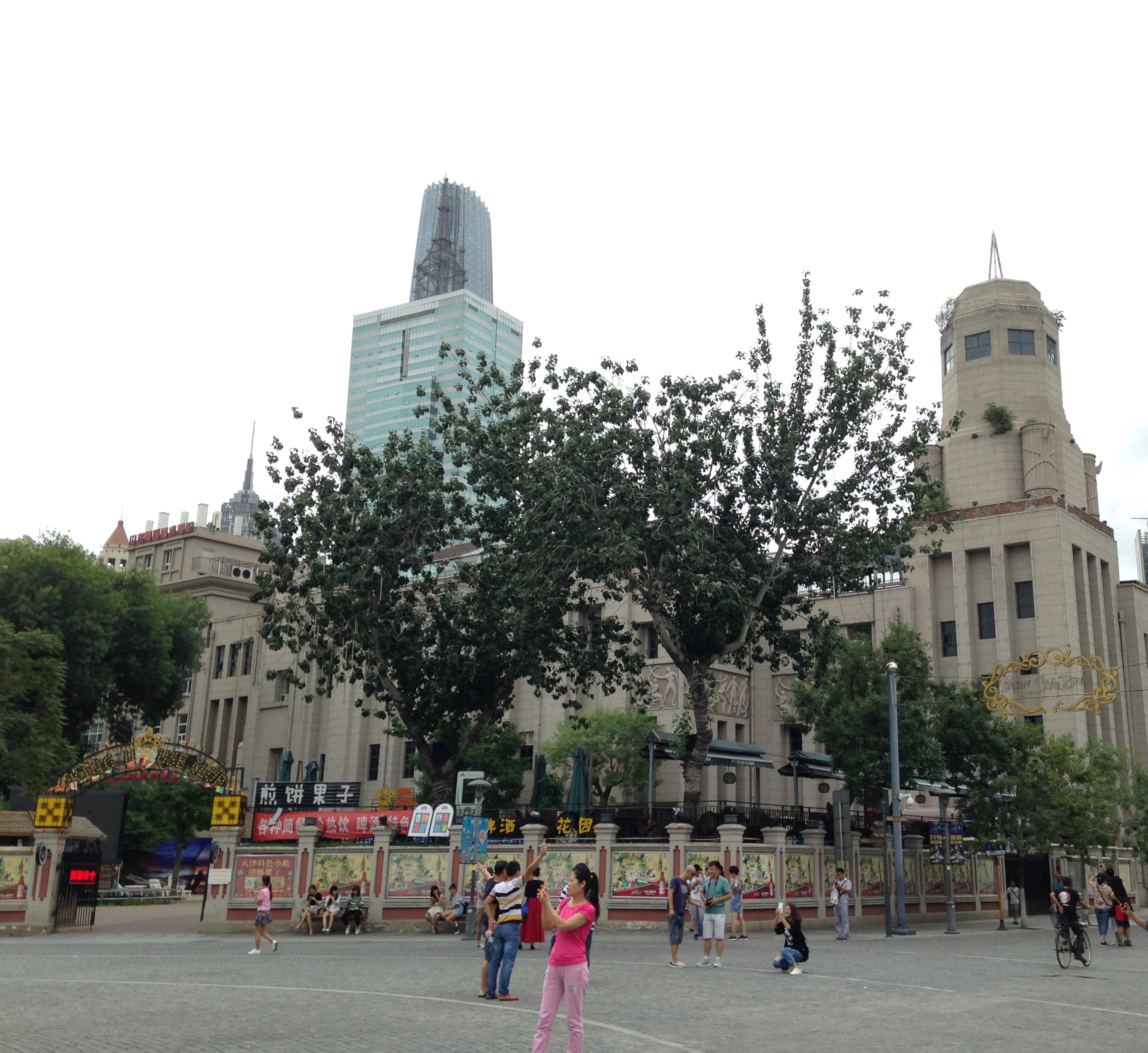
Tientsin, 2016

Al llarg del segle XX es construïren diversos frontons en Àsia per a jugar a pilota basca en la modalitat de cesta-punta, popularitzada arreu del món pels emigrants bascs: concretament, a Manila (1917 i 1940), Xangai (1929), Tientsin (1934), Cebu (1967), Jakarta (1971) i Macau (1974).
Amb el declivi dels frontons asiàtics a final del mateix segle, molts dels pilotaris se n'anaren a jugar al jai-alai a l'Amèrica central.
Manila
L'arribada del Jai Alai a les Filipines es remunta a 1899 i s'atribuïx a la família Elizalde, d'origen basc, lligada a la Manila Broadcasting Company: el primer frontó asiàtic obrí en 1917 en el Casino Espanyol de Manila, però la popularitat del joc feu que el recinte es quedara xicotet per a acollir tant de públic; després de la legalització de les apostes el 1939, l'any següent s'inaugurà el Jai Alai (Manila), un complex d'oci d'estil art déco amb bars, restaurants i casino que, encara que sobrevisqué a la batalla de Manila (1945), a diverses reformes i a la prohibició del joc en 1986, hagué de ser tombat l'any 2000. Eixe mateix any tancà un altre frontó, obert per la Philippine Amusement and Gaming Corporation a finals de la dècada de 1990 prop de Harrison Plaza; en 2010 encara es jugava en la Vall de Cagayan, més permissiva amb les apostes.
Xangai
El frontó de Xangai, conegut com a Central Auditorium, Jai Alai Auditorium o Parc des Sports —es trobava dins de la concessió francesa— fon impulsat pel banquer francés Félix Bouvier, el qual ja havia construït un canòdrom en la ciutat, i dirigit per un ex boxador egipci d'origen armeni, Haig Assadourian, i una parella basca, Teodoro Jauregi i Marga d'Andurain, tots provinents dels dos frontons d'Egipte.
Inaugurat el 7 de febrer de 1929 amb, entre altres pilotaris, José María Arancibia Berasaluze Petronio; entre 1932 i 1939 hi jugà José Garate, que havia jugat a París en els Jocs Olímpics d'Estiu de 1924; el 1934 es feu una reforma i passà a tindre una capacitat de tres mil persones i quatre mil empleats, entre els quals una nòmina de bascs que editaven una revista pròpia, La cesta; el 1937, durant la Guerra del Pacífic, el lloc començà a decaure després del bombardament de la ciutat pels Japons, encara que mantingué partides nocturnes durant l'ocupació nipona, fins al tancament en 1944; el 1975 reobrí com a gimnàs del districte de Luwan.
El diplomàtic basc Julio de Larracoechea, vicecònsol a Xangai entre 1932 i 1936, descrigué la vida dels pilotaris en la seua novel·la de 1941 Ramonchu en Shangai, contrastada amb l'arxiu del Consolat Espanyol a Xangai: segons manera, a havi una gran quantitat de bascs que residien allí, entre els quals missionaris i pilotaris; els jugadors que ja no estaven en actiu, regentaven restaurants amb noms com Sevilla o Barcelona o una empresa química, Cathay Laboratories.
Tientsin
El de Tientsin, promogut per l'empresari V. Fumagalli amb el suport del comte Gian Galeazzo Ciano —gendre de Mussolini— i executat pels arquitectes Bonetti i Kessler, s'inaugurà el 20 de setembre de 1934 amb el nom de S.A.I. Forum o Italian Forum en el carrer Minzulu, llavors la Via Marchese di S. Giuliano de la concessió italiana: allí jugaren pilotaris com José María Iriondo Urquidi i el seu fill, José María Iriondo Azpiri, el primer pilotari basc nascut a la Xina; l'edifici, rematat per una torre a mode de far, fon remodelat per Guan Songjian com a Gran Teatre del Poble, però hui en dia alberga el Club Marco Polo, al costat de la plaça homònima.
Macau
El Jai Alai Palace de Macau obrí en 1972, costà seixanta milions en dòlar de Hong Kong i albergà partides de frontó fins a finals de la dècada de 1980, després que els pilotaris feren vaga entre 1988 i 1991; d'ençà s'ha reconvertit en un casino amb botigues, hotel, restaurants, club de striptease, massatges i bordell.
En la seua època d'esplendor, en 1980 el Palace obria tots els dies de l'any llevat de l'any nou xinés, amb partides des de les set —els caps de setmana, de les dos— de la vesprada fins a la mitjanit; tenia trenta-cinc pilotaris en plantilla, quasi tots bascoespanyols llevat d'un francés, un nord-americà i sis xinesos, que jugaven quasi tots els dies per un sou mitjà de mil dos-cents cinquanta dòlars (noranta mil pessetes), sense vacances durant el primer contracte, de dos anys, després del qual podien renovar-lo per dos anys més o, si eixia l'oferta anar-se'n a un altre frontó com el de Jakarta o el de Manila, (encara que, en est últim, on el jornal era major i les apostes es comptaven per milions de pessetes cada dia, era més difícil entrar).
Jakarta
El pilotari tolosà Joxean Elorza jugà en el frontó indonesi entre 1975 fins al tancament en 1981, durant la presidència de Suharto: llavors hi havia un planter de trenta jugadors, tots bascs llevat de quatre filipins, tres indonesis i tres mallorquins; Elorza venia de jugar a Madrid i Miami i, després de Jakarta, tornà a jugar a Barcelona fins 1989.